# Хорват, Эдён фон
Эдён фон Хорват (нем. Ödön von Horváth, венг. Von Horváth Edmund József, 9 декабря 1901 года, Фиуме, Австро-Венгрия — 1 июня 1938 года, Париж) — немецкоязычный писатель, драматург.

## Биография
Сын австро-венгерского дипломата венгерско-хорватского происхождения и дочери австро-венгерского военного врача австро-чешского происхождения. Семья жила в Будапеште, Братиславе, Белграде, Венеции, Мюнхене, Вене, Эдён (в немецком варианте — Эдмунд) учился в венгерских и немецких школах. Дебютировал как драматург в 1920 году. В 1923-1933 жил попеременно в Зальцбурге, Берлине и Мурнау-ам-Штаффельзее, где жили его родители. После прихода нацистов к власти и обысков в доме его родителей в Мурнау-ам-Штаффельзее Хорват покинул Германию и жил в Австрии. Его книги были среди многих других внесены в списки подлежавших уничтожению и сожжены на площади в Мюнхене (1933). После аншлюса Австрии Хорват эмигрировал в Париж. Там писатель, который всю жизнь боялся молнии, был убит веткой каштана, рухнувшей во время грозы на Елисейских Полях (здесь он встречался в кафе с кинорежиссёром Робертом Сьодмаком, чтобы поговорить об экранизации романа «Юность без Бога»). Хорвата похоронили в Париже, в 1988 году прах перенесли в Вену.
Лауреат престижной премии Генриха Клейста (1931).
Изображен на австрийской почтовой марке 1988 года.

## Творчество
Мастерски используя в своих пьесах различные социальные типажи, национальные языки габсбургской империи, венские говоры и жаргоны, Хорват развивал традиции народной социально-критической комедии. Большинство его пьес стали основой кино- и телефильмов.

## Произведения

### Драмы
- Das Buch der Tänze / Книга танцев (1920)
- Mord in der Mohrengasse / Смерть на Мавританской улице (1923)
- Niemand / Никто (1924)
- Zur schönen Aussicht / Прекрасный вид (1926)
- Die Bergbahn / Горная узкоколейка (1928)
- Sladek, der schwarze Reichswehrmann / Сладек, солдат чёрной армии (1929)
- Italienische Nacht / Итальянская ночь (1930)
- Geschichten aus dem Wiener Wald / Сказки Венского леса (1931, премия Генриха Клейста)
- Glaube, Liebe, Hoffnung (Ein Totentanz) / Вера, любовь, надежда (Пляска смерти) (1932)
- Kasimir und Karoline/ Казимир и Каролина (1932)
- Die Unbekannte aus der Seine / Неизвестная утопленница, найденная в Сене (1933)
- Hin und her / Туда и обратно (1934)
- Don Juan kommt aus dem Krieg / Дон Жуан приходит с войны (1935)
- Figaro läßt sich scheiden / Фигаро разводится (1936, премьера в Праге)
- Pompeji / Помпеи (1937)
- Der jüngste Tag / Судный день (1937).

### Романы
- Der ewige Spießer / Вечный обыватель (1930)
- Jugend ohne Gott / Юность без Бога (1937, опубл. в Амстердаме)
- Ein Kind unserer Zeit / Дитя нашего времени (1938)

## Публикации на русском языке
- Пьесы. — М.: Искусство, 1980.
- Пьеса "Никто": https://theatre-library.ru/authors/h/horvat_edyon_fon